# Louis Berthomme Saint-André
Pour les articles homonymes, voir Saint-André.
Louis Berthomme Saint-André, né le 4 février 1905 à Barbery (Oise), et mort le 1er octobre 1977 à Paris, est un peintre, graveur à l'eau-forte, lithographe, illustrateur et céramiste français.

## Biographie
Louis Berthomme Saint-André passe sa petite enfance à Saintes, et entre comme élève architecte chez Georges Naud, responsable des monuments historiques de la Charente Inférieure (devenue Charente-Maritime) puis, en 1921, il est l'élève de Fernand Cormon et de Jean-Paul Laurens à l'École des beaux-arts de Paris.
Médaille d'argent au Salon des artistes français où il expose de 1924 à 1929, il obtient aussi une bourse du gouvernement de l'Algérie.

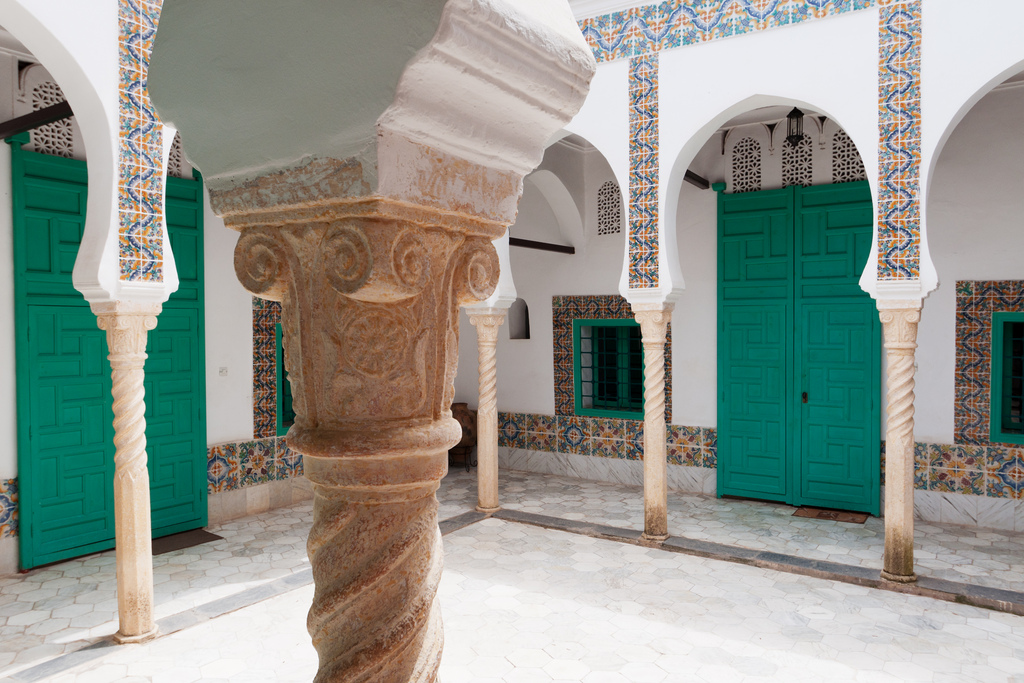
Villa Abd-el-Tif, Alger

Il est lauréat du Prix Abd-el-Tif en 1925 et est alors le plus jeune pensionnaire de la villa à Alger. Ami de Jean Launois, outre ses portraits reconnus, il peint Alger et la Kasbah. Ses études de femmes rappellent celles d'Eugène Delacroix, mais si son inspiration lumineuse est due au soleil algérien, sa touche est plus cézannienne que purement orientaliste. Il repart d'Algérie en 1928, pour y revenir en 1931.

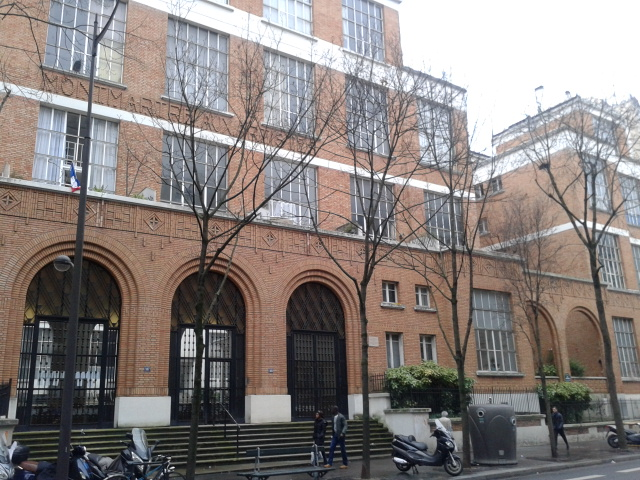
Cité Montmartre-aux-artistes, Paris

Installé successivement, selon les catalogues des salons, au 171, rue Saint-Jacques et à la cité Montmartre-aux-artistes du 189, rue Ordener, auteur de nombreuses illustrations et affiches, il peint notamment, outre ses toiles algériennes, des paysages de Haute-Provence, et d'Île-de-France. Il est considéré comme le plus moderniste des peintres Abd-el-Tif de sa génération. Il a dessiné des illustrations érotiques pour des œuvres de Paul Verlaine, Guillaume Apollinaire, Charles Baudelaire, Denis Diderot, Voltaire, Alfred de Musset, Jean-Louis Miège, etc.
Comme André Hambourg, il entre dans la Résistance, et collabore à Vaincre. Installé à la cité Montmartre-aux-artistes du 189, rue Ordener, il voyage en Afrique subsaharienne en 1970, au Sénégal comme coopérant artistique. Il meurt subitement à son domicile parisien le 1er octobre 1977.

## Œuvres

### Contributions bibliophiliques
- Boccace, Contes, 45 eaux-fortes originales de Louis Berthomme Saint-André, 346 exemplaires numérotés, Éditions Le Vasseur et Cie, 1931.
- Ovide, L'Art d'aimer, 22 eaux-fortes par Louis Berthomme Saint-André, 392 exemplaires numérotés, chez Le Vasseur, Paaris, 1932.
- Voltaire, L'Ingénu, illustrations de Louis Berthomme Saint-André, 2.500 exemplaires numérotés, éditions de La Bonne éroile, 1934.
- Denis Diderot, Les Bijoux indiscrets, 2 volumes avec eaux-fortes de Louis Berthomme Saint-André, 500 exemplaires numérotés, La Tradition, 1936.
- Gustave Flaubert (avant-propos de Léo Larguier), Madame Bovary - Mœurs de province, 2 volumes illustrés par Louis Berthomme Saint-Anfté, chez Briffaut, 1936.
- Geneviève Fauconnier, Les trois petits enfants bleus, illustrations de Louis Berthomme Saint-André, chez Delamain et Boutelleau, 1937.
- Vaincre - Témoignage des peintres français, 12 lithographies originales sur le thème de la Résistance par Jean Aujame, Louis Berthomme Saint-André, André Fougeron, Édouard Goerg, Pierre Ladureau, Pierre-Paul Montagnac, Édouard Pignon, Boris Taslitzky, publié clandestinement par le Front national des arts sur les presses de Marcel Hennequin, juin 1944, « 48e mois de l'Occupation allemande, au profit des Francs-tireurs et Partisans français ».
- Jules Barbey d'Aurevilly, Les Diaboliques, 23 lithographies originales de Louis Berthomme Saint-André, 275 exemplaires numérotés, Éditions Joseph Broutin, 1947.
- Pierre Lyautey et Raymond Cogniat, L'Histoire de la France, 4 volumes avec illustrations hors texte de Paul Aïzpiri, Louis Berthomme Saint-André, Yves Brayer, Bernard Buffet, Christian Caillard, Roger Chapelain-Midy, Michel Ciry, Lucien Coutaud, André Dignimont, Lucien Fontanarosa, Michel de Gallard, Édouard Goerg, André Hambourg, Jean Jansem, Édouard Georges Mac-Avoy, André Minaux, Clément Serveau, Kostia Terechkovitch, Louis Touchagues, Pierre-Yves Trémois, Le Club du livre, Philippe Lebaud, 1963.
- Jean Giono, Œuvres, 10 volumes, illustrations hors texte de Louis Berthomme Saint-André, Alain Bonnefoit, Maurice Buffet, Jacques Van den Bussche, Jannick Carron, Jean Carzou, Jean Cluseau-Lanauve, Jean Commère, André Dunoyer de Segonzac, Jean Le Guennec, Charles Guillaud, Pierre Lelong, Daniel Lourradour, Serge Markó, Jacques Pecnard, Gaston Sébire, Aimé Daniel Steinlen et Jean-Baptiste Valadié, 1.750 exemplaires numérotés, Pierre de Tartas / Gallimard, 1974-1976.

### Fresques murales
- Entrée de la Direction, École nationale supérieure des beaux-arts, Paris.
- Lycée Charlemagne, Paris, Notre-Dame et les quais de Seine, 1952.
- Réfectoire du lycée Gustave-Monod à Enghien-les-Bains, Couronnement du printemps, 1954[6].
- Escalier de la Faculté de Poitiers.

## Expositions

### Expositions personnelles
- Villa Abd-el-Tif, Alger, 1922.
- Galerie Armand Drouant, Paris, 1928[7].
- Galerie Marcel Bernheim, Paris, 1937[8].
- Galerie Barreiro, Paris, 1937.
- Galerie Colinne, Oran, 1950.
- Musée des beaux-arts, Poitiers, 1952.
- Galerie Chardin, Paris, octobre 1958[9].

### Expositions collectives
- Salon des artistes français, Paris, de 1924 à 1929[2].
- Artistes algériens et orientalistes, Alger, 1927.
- Salon d'automne, Paris, à partir de 1928[1].
- Salon de la Société nationale des beaux-arts, Paris, 1934, 1935, 1936[1].
- Salon des Tuileries, Paris, à partir de 1935[1].
- Bimillénaire de Paris - Comité Montparnasse - Exposition de peintres et sculpteurs de l'École de Paris, La Coupole, Paris, juin-juillet 1951[5].
- Salon des peintres témoins de leur temps, 1956, 1976 (toile présentée : Les ostréiculteurs)[10], 1977 (toile présentée : Fête dans la clairière)[11].
- Salon Comparaisons, Paris, à partir de 1956[1].
- Le pétrole vu par 100 peintre, Galliera, Paris, 1959 (toile présentée : Nocturne).
- Premier Salon Biarritz - San Sebastian - École de Paris, peinture, sculpture : Yvette Alde, André Beauce, Jehan Berjonneau, Louis Berthomme Saint-André, Roland Bierge, Maurice Boitel, Andrée Bordeaux-Le Pecq, Rodolphe Caillaux, Jack Chambrin, Jean Cluseau-Lanauve, Paul Collomb, Jean-Joseph Crotti, Gen Paul, Antonio Guansé, Henri Hayden, Franck Innocent, Daniel du Janerand, Adrienne Jouclard, Jean Joyet, Georges-André Klein, Germaine Lacaze, André La Vernède, Robert Lotiron, Jean Navarre, Roland Oudot, Maurice Verdier, Henry de Waroquier…, casino de Biarritz et Musée San Telmo de Saint-Sébastien (Espagne), juillet-septembre 1965[12].
- Première exposition internationale des arts de Téhéran, Centre des expositions internationales, Téhéran, décembre 1974 - janvier 1975[13].
- Salon Thomson-CSF, Cholet, 1977.
- Exposition du Cercle algérianiste, Versailles, 1992.

## Réception critique
- « Un curieux compromis entre le genre "Société nationale des beaux-arts", voire "Artistes français" et le genre "Salon des indépendants". C'est-à-dire beaucoup de banalité, de convenu, mêlés à une liberté de technique et de vision fort peu académique. » - Michel Florisoone[8]
- « Bien qu'il ait peint beaucoup de paysages, notamment dans la Charente, la Bretagne et l'Auvergne, il est surtout connu comme peintre de personnages, et plus particulièrement de femmes... Les peintures à l'huile et les dessins montrent des femmes dans un intérieur, soit seules, soit en groupe; habillées, mais le plus souvent s'habillant ou se déshabillant. Il y a aussi des nus. Mais, par les vêtements, Berthomme Saint-André aime à donner à ses modèles une allure fin de siècle. Il introduit ainsi, dans des images qui n'ont d'autre but que de plaire, une certaine nostalgie. La vivacité des couleurs, l'aspect esquisse confèrent à ses tableaux un caractère moderniste. Mais on retrouve le passé dans les proportions, l'anatomie, la perspective linéaire et atmosphérique qui sont classiques. Ses dessins témoignent d'un grand souci de donner l'illusion de la matière des étoffes. » - Revue Connaissance des arts[9]
- « Ses peintures alertes et hautes en couleur dans leur pétillante sensualité, au style volontairement rétro, sont essentiellement axées sur le thème d'aguichantes jeunes filles, aimablement provocantes, à demi-nues dans leur boudoir. » - Gérald Schurr[14]
- « Il a peint de nombreux paysages animés, paysages urbains, paysages de Provence, des vues de ports, mais il fut surtout peintre de figures, peintre de femmes, femmes de tous milieux, de préférence jeunes et allurées, qu'il surprenait volontiers dans les occupations de leur intimité. Il a peint aussi les femmes de spectacle et celles de plaisir, qu'il saisissait volontiers dans les éclairages violents de la scène et des bars. » - Dictionnaire Bénézit[1]

## Prix et distinctions
- Officier de la Légion d'honneur[Quand ?].

## Collections publiques

### Algérie
- Musée national des Beaux-Arts d'Alger.

### France

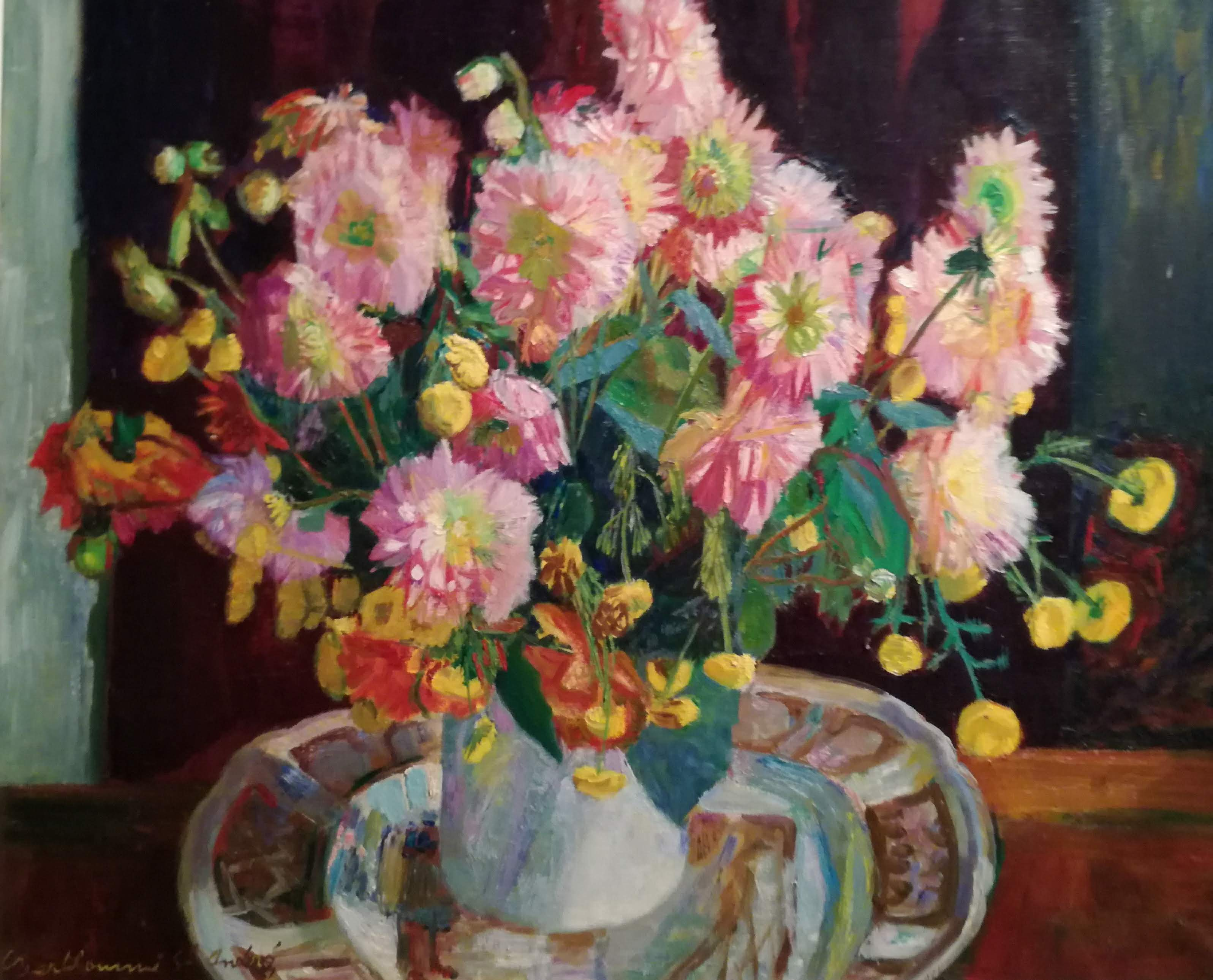
Nature morte de Berthomme Saint-André donnée au musée de l'Échevinage de Saintes en 2018

- Musée d'Angoulême, collection Sorensen :
  - Nu aux anémones, huile sur toile 81x65cm[15] ;
  - Portrait de Monsieur Peyronnet, huile sur toile 73x60cm[16] ;
  - La lecture interrompue, huile sur toile 46x55cm[17] ;
  - Nu à l'éventail, huile sur toile 46x55xm[18].
- Musée des Beaux-Arts de la Rochelle :
  - Le port de Ribérou à Saujon, huile sur toile[19]
  - Liseuse en blanc, huile sur toile[20]
- Département des estampes et de la photographie de la Bibliothèque nationale de France, Paris.
- Fonds d'art contemporain - Paris Collections, Paris :
  - Nana, lithographie 61x47cm, vers 1943[21] ;
  - Jeune fille à l'éventail, aquarelle et gouache 65x50cm, vers 1964[22].
- Musée d'art moderne de la ville de Paris, Le margeur, huile sur toile 81x100cm[23].
- Musée Denys-Puech, Rodez, La clairière, huile sur toile 65x81cm, avant 1959 (dépôt du Centre national des arts plastiques)[24].
- Musée de l'Échevinage de Saintes, Nature morte, huile sur toile[25].

### Radiophonie
- Louis Berthomme Saint-André, « interview à propos du Salon de la peinture à l'eau dont il est le président », émission Arts d'aujourd'hui, France Culture, 27 mai 1967.